# Sportsklubben Brann 1994
Questa pagina raccoglie i dati riguardanti lo Sportsklubben Brann nelle competizioni ufficiali della stagione 1994.

## Rosa
| N. |                     | Ruolo | Calciatore           |
| -- | ------------------- | ----- | -------------------- |
|    | Norvegia (bandiera) | P     | Martin Hollund       |
|    | Islanda (bandiera)  | P     | Bjarni Sigurðsson    |
|    | Norvegia (bandiera) | D     | Geirmund Brendesæter |
|    | Norvegia (bandiera) | D     | Erik Johannessen     |
|    | Norvegia (bandiera) | D     | Inge Ludvigsen       |
|    | Norvegia (bandiera) | D     | Per-Ove Ludvigsen    |
|    | Norvegia (bandiera) | D     | Claus Lundekvam      |
|    | Norvegia (bandiera) | D     | Tore Pedersen        |
|    | Norvegia (bandiera) | D     | Ole Erik Stavrum     |
|    | Norvegia (bandiera) | C     | Lars Bakkerud        |

| N. |                     | Ruolo | Calciatore          |
| -- | ------------------- | ----- | ------------------- |
|    | Norvegia (bandiera) | C     | Jørn Berge          |
|    | Norvegia (bandiera) | C     | Geir Hasund         |
|    | Norvegia (bandiera) | C     | Roger Helland       |
|    | Svezia (bandiera)   | C     | Magnus Johansson    |
|    | Norvegia (bandiera) | C     | Per Edmund Mordt    |
|    | Norvegia (bandiera) | C     | Trond Nordeide      |
|    | Norvegia (bandiera) | C     | Gunnar Norebø       |
|    | Norvegia (bandiera) | C     | Trond Egil Soltvedt |
|    | Norvegia (bandiera) | A     | Eivind Karlsbakk    |
|    | Norvegia (bandiera) | A     | Frank Strandli      |

## Calciomercato

### Sessione invernale
| Arrivi | Arrivi            | Arrivi       | Arrivi     |
| R.     | Nome              | da           | Modalità   |
| ------ | ----------------- | ------------ | ---------- |
| P      | Bjarni Sigurðsson | Valur        | definitivo |
| D      | Inge Ludvigsen    | Fyllingen    | definitivo |
| D      | Per-Ove Ludvigsen | Fyllingen    | definitivo |
| C      | Geir Hasund       | Viking       | definitivo |
| C      | Per Edmund Mordt  | IFK Göteborg | definitivo |
| A      | Frank Strandli    | Leeds Utd    | definitivo |

| Partenze | Partenze          | Partenze   | Partenze   |
| R.       | Nome              | a          | Modalità   |
| -------- | ----------------- | ---------- | ---------- |
| P        | Thor André Olsen  | Djurgården | definitivo |
| D        | Ken Hasle         | ?          | definitivo |
| D        | Roy Wassberg      | Fyllingen  | definitivo |
| C        | Patrik Hansson    | Jonsereds  | prestito   |
| A        | Kaj Eskelinen     | Djurgården | definitivo |
| A        | Sten Glenn Håberg | Åsane      | definitivo |
| A        | Arild Stavrum     | Molde      | definitivo |

### Sessione estiva
| Arrivi | Arrivi | Arrivi | Arrivi   |
| R.     | Nome   | da     | Modalità |
| ------ | ------ | ------ | -------- |

| Partenze | Partenze | Partenze | Partenze |
| R.       | Nome     | a        | Modalità |
| -------- | -------- | -------- | -------- |

## Risultati

### Campionato

#### Girone di andata
| Kristiansand 24 aprile 1994, ore 18:00 2ª giornata        | Start     | 1 – 1 referto | Brann | Kristiansand Stadion (8.630 spett.) |
| \| \| \| \| \| Dahlum 81’ \| Marcatori \| 74’ Soltvedt \| |           |               |       |                                     |
|                                                           |           |               |       |                                     |
| Dahlum 81’                                                | Marcatori | 74’ Soltvedt  |       |                                     |

| Tromsø 23 maggio 1994, ore 18:00 8ª giornata    | Tromsø    | 0 – 1 referto | Brann | Alfheim Stadion (5.305 spett.) |
| \| \| \| \| \| \| Marcatori \| 50’ Karlsbakk \| |           |               |       |                                |
|                                                 |           |               |       |                                |
|                                                 | Marcatori | 50’ Karlsbakk |       |                                |

| Trondheim 21 settembre 1994, ore 19:00 10ª giornata                                                               | Rosenborg | 9 – 0 [http://www.fotball.no/System-pages/Kampfakta/?matchId=3464648 referto] | Brann | Lerkendal Stadion (8.788 spett.) |
| \| \| \| \| \| Strand 5’ Brattbakk 15’, 34’, 60’ Bergersen 58’, 76’ Støbakk 81’ Kaasa 79’, 84’ \| Marcatori \| \| |           |                                                                               |       |                                  |
| |           |                                                                               |       |                                  |
| Strand 5’ Brattbakk 15’, 34’, 60’ Bergersen 58’, 76’ Støbakk 81’ Kaasa 79’, 84’                                   | Marcatori |                                                                               |       |                                  |

#### Girone di ritorno
| Bergen 31 luglio 1994, ore 18:00 13ª giornata  | Brann     | 1 – 0 referto | Start | Brann Stadion (8.120 spett.) |
| \| \| \| \| \| Strandli 47’ \| Marcatori \| \| |           |               |       |                              |
|                                                |           |               |       |                              |
| Strandli 47’                                   | Marcatori |               |       |                              |

| Bergen 18 settembre 1994, ore 15:00 19ª giornata           | Brann     | 1 – 1 referto | Tromsø | Brann Stadion (6.454 spett.) |
| \| \| \| \| \| Hasund 70’ \| Marcatori \| 57’ Rushfeldt \| |           |               |        |                              |
|                                                            |           |               |        |                              |
| Hasund 70’                                                 | Marcatori | 57’ Rushfeldt |        |                              |

| Bergen 2 ottobre 1994, ore 15:00 21ª giornata                                               | Brann     | 3 – 2 [http://www.fotball.no/System-pages/Kampfakta/?matchId=3464714 referto] | Rosenborg | Brann Stadion (5.376 spett.) |
| \| \| \| \| \| Soltvedt 51’, 89’ Johannessen 76’ \| Marcatori \| 13’ Brattbakk 79’ Løken \| |           |                                                                               |           |                              |
|                                                                                             |           |                                                                               |           |                              |
| Soltvedt 51’, 89’ Johannessen 76’                                                           | Marcatori | 13’ Brattbakk 79’ Løken                                                       |           |                              |

### Coppa di Norvegia
| 17 agosto 1994                                                  | Rosenborg | 2 – 0 referto | Brann |  |
| \| \| \| \| \| Skammelsrud 78’ Brattbakk 89’ \| Marcatori \| \| |           |               |       |  |
|                                                                 |           |               |       |  |
| Skammelsrud 78’ Brattbakk 89’                                   | Marcatori |               |       |  |